# Windhof (Gemeinde Schweiggers)
Windhof ist eine Ortschaft und eine Katastralgemeinde der Gemeinde Schweiggers im Bezirk Zwettl in Niederösterreich.

## Siedlungsentwicklung
Zum Jahreswechsel 1979/1980 befanden sich in der Katastralgemeinde Windhof insgesamt 25 Bauflächen mit 10.795 m² und 18 Gärten auf 7.056 m², 1989/1990 gab es 25 Bauflächen. 1999/2000 war die Zahl der Bauflächen auf 66 angewachsen und 2009/2010 bestanden 37 Gebäude auf 82 Bauflächen.

## Bodennutzung
Die Katastralgemeinde ist landwirtschaftlich geprägt. 87 Hektar wurden zum Jahreswechsel 1979/1980 landwirtschaftlich genutzt und 35 Hektar waren forstwirtschaftlich geführte Waldflächen. 1999/2000 wurde auf 83 Hektar Landwirtschaft betrieben und 37 Hektar waren als forstwirtschaftlich genutzte Flächen ausgewiesen. Ende 2018 waren 83 Hektar als landwirtschaftliche Flächen genutzt und Forstwirtschaft wurde auf 37 Hektar betrieben. Die durchschnittliche Bodenklimazahl von Windhof beträgt 27,8 (Stand 2010).